# Église de la Sainte-Famille de Mouscron
L'église de la Sainte Famille est un édifice religieux catholique sis sur la place du Tuquet, à Mouscron, dans la province du Hainaut, en Belgique. De style néogothique l'église paroissiale fut construite au début du XXe siècle. 

## Historique et architecture
La paroisse de la Sainte-Famille est érigée en 1896. Cependant, de 1896 à 1904, la chapelle du « Refuge » est utilisée comme lieu de culte. 
La première pierre de l'église fut posée le 23 mars 1903. L'église est consacrée le 30 septembre 1907 par Mgr Gustave Waffelaert évêque de Bruges. 

### Dimensions principales de l'édifice
- Longueur du vaisseau 57 mètres
- Largeur du vaisseau 17 mètres
- Largeur du transept 27 mètres
- Longueur du transept 7 mètres 50
- Largeur de la nef centrale 8 mètres
- Largeur de chaque nef latérale 4,50 mètres
- Hauteur du clocher 51 mètres dont 31 mètres en maçonnerie et 20 mètres pour la flèche.

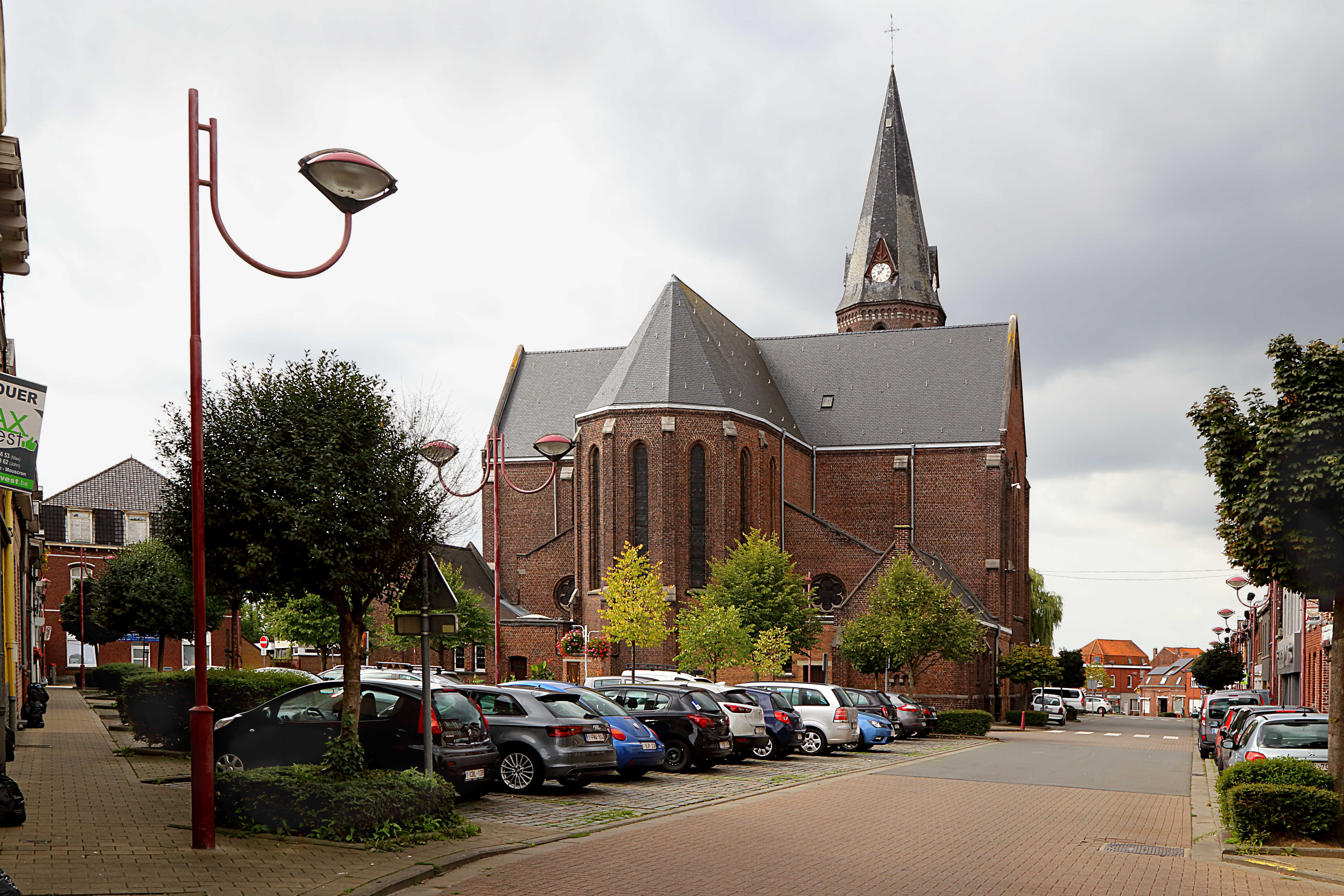
église de la Sainte Famille, place du Tuquet.
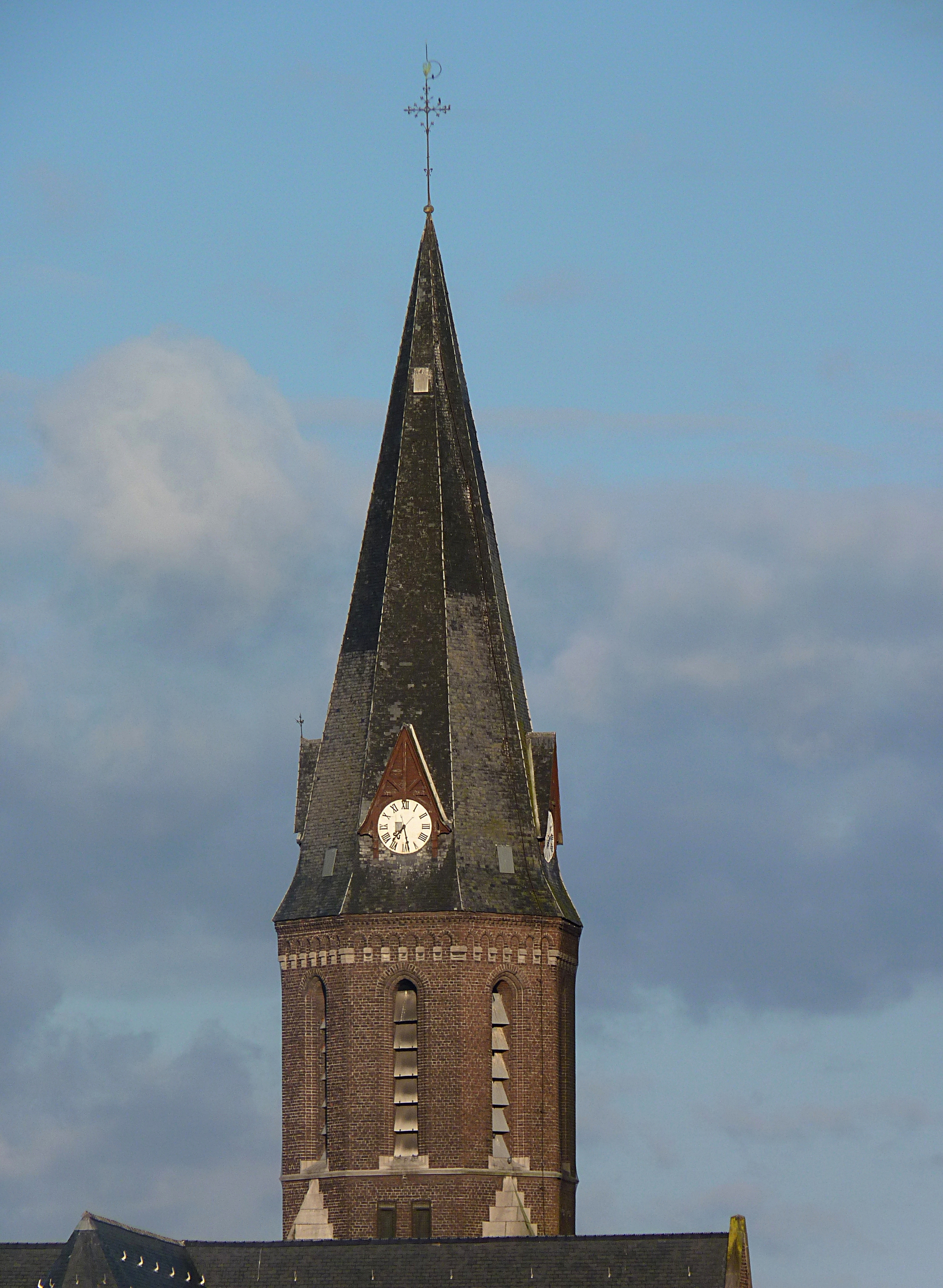
Clocher de l'église.
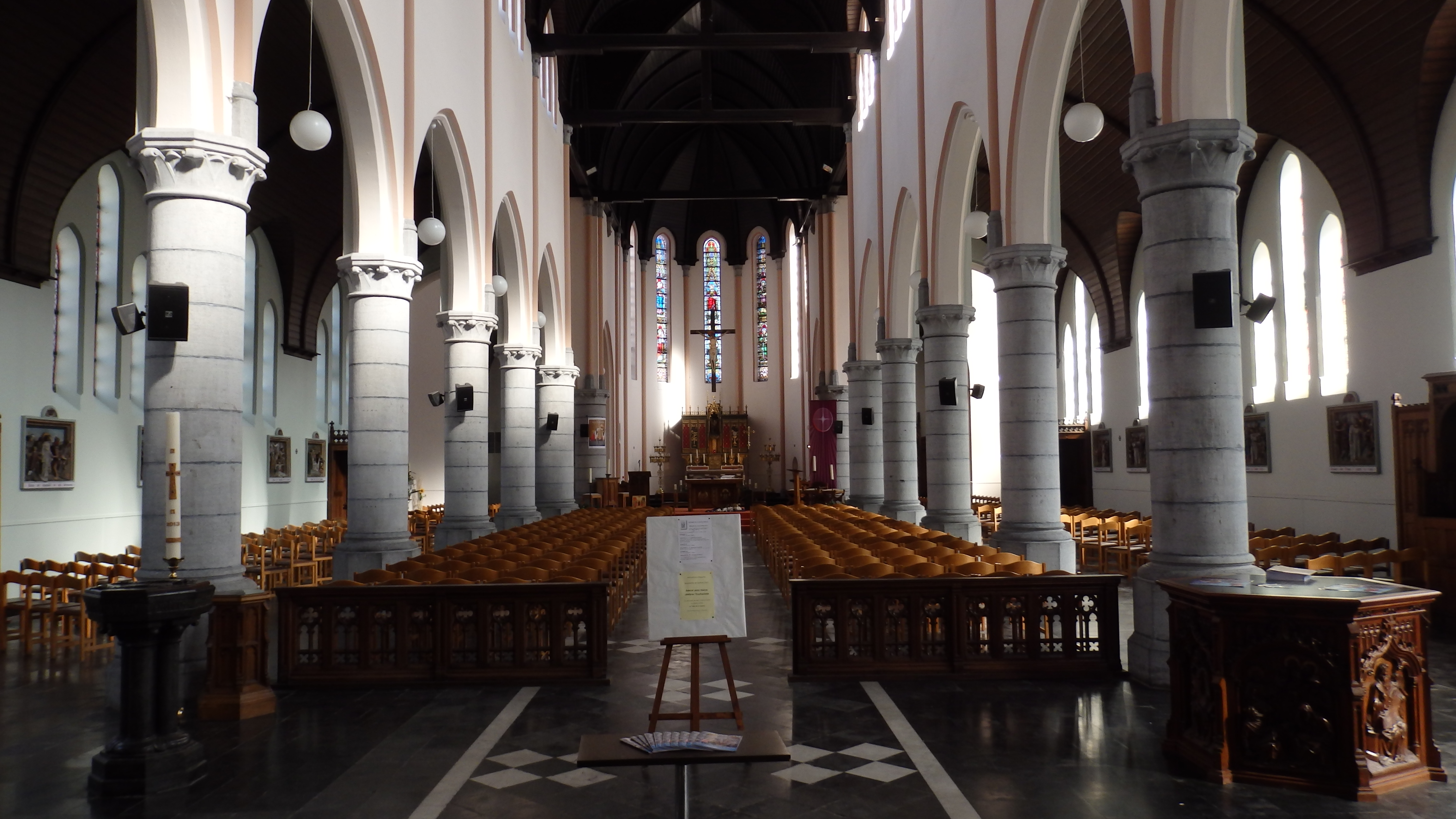
La nef centrale de l'église-halle.

## Description
- Dans le chœur de l'église, un magnifique retable représente les douze apôtres. Au centre, Marie et Jean au pied de la croix. Un vitrail représente, en haut de gauche à droite : Marie au cœur sacré - Jésus au coeur sacré - saint Joseph, et en-dessous : sainte Barbe, sainte Rosalie de Palerme, saint Paul de Tarse.
- Le transept de gauche est dédié à Notre-Dame du Rosaire, un retable représente, de gauche à droite : l'Annonciation - Notre-Dame du Rosaire - le couronnement de Marie. Au-dessus du retable, un vitrail représente saint Dominique recevant le rosaire des mains de Notre-Dame.
- Le transept de droite est dédié à la sainte Famille. Un retable représente, de gauche à droite : Jésus, Marie et Joseph dans l'atelier du père nourricier - la sainte Famille, patronne de la paroisse - Joseph et Marie retrouvant Jésus au temple. Au-dessus du retable, un vitrail représente la sainte Famille.
- A l'avant-gauche de l'église, un autel est dédié à Notre-Dame de Lourdes.
- Au fond de l'église, différentes statues représentent la 'Piéta', le Sacré-Cœur, saint Vincent de Paul, saint Joseph, sainte Thérèse, sainte Rita, saint Antoine.
- Une statue de la sainte Famille est également installée dans la chapelle des fonts baptismaux. Elle provient des ateliers de Union internationale artistique de Vaucouleurs.

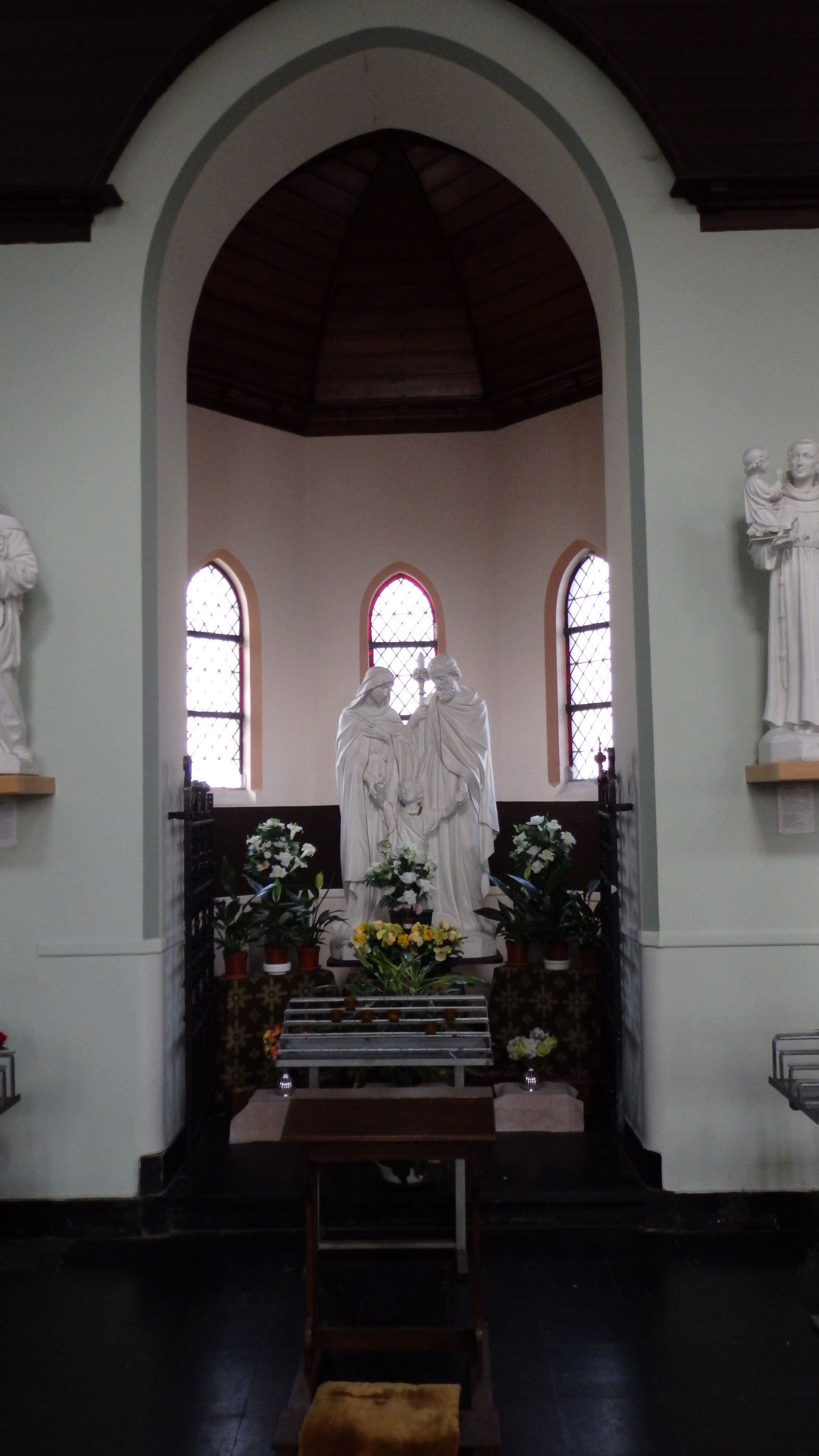
Statue de la Sainte Famille.
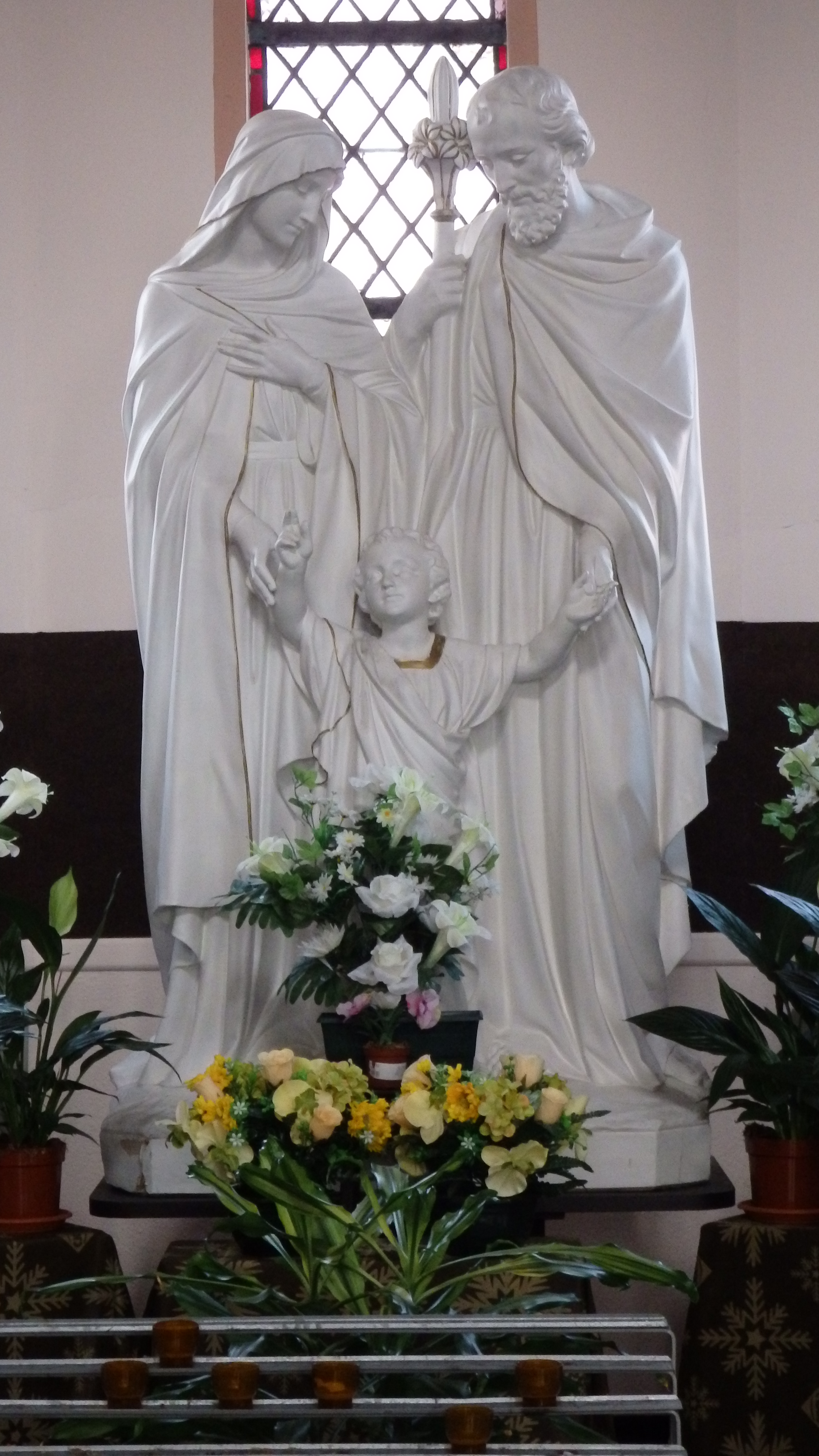
Statue de la Sainte Famille.